# TvN
tvN은 CJ ENM 미디어콘텐츠부문에서 운영하는 종합 엔터테인먼트 채널이다.

## 역사
2006년 10월 9일 오후 7시, 케이블 TV 및 위성 방송, 위성 디지털 멀티미디어 방송(DMB, TU)을 통해 동시 개국한 tvN은 '100% 자체 제작'을 기치로 내세우며, 지상파 방송에서는 시도하지 못한 다양한 포맷을 실험적으로 도입한 방송 채널이다. 2009년부터는 폭스 인터내셔널 채널스(Fox International Channels)와 협력하여 필리핀, 홍콩, 대만을 가청 구역으로 하는 tvN Asia를 개국하였으며, Star TV 위성(Asia Sat)을 통해 송출하였다. 그러나 2015년 계약 종료 이후로는 단독 한국 채널인 tvN만을 송출하고 있다.
2010년 7월 5일부터 2013년 5월 5일까지는 수도권 디지털 멀티미디어 방송 지상파 DMB 사업자인 한국DMB의 채널을 임대하여 'tvN Go'를 송출·방영하였다. 개국 초기인 2010년까지는 별도의 제작 없이 지상파 방송 위탁 제작 방식으로 운영되었다.
2015년 9월 10일에는 중장년층을 대상으로 한 제2채널 O tvN(현 tvN DRAMA)이, 2018년 1월 26일에는 밀레니엄 세대를 주요 타깃으로 한 제3채널 XtvN(현 tvN SHOW)이, 그리고 2021년 5월 3일에는 중장년층을 중심으로 한 제4채널 tvN STORY가 차례로 개국되었다. 2021년 8월 30일에는 O tvN이 tvN DRAMA로, XtvN이 tvN SHOW로 각각 채널명이 변경되었다. 또한, 2022년 5월 30일에는 Olive 채널이 25세부터 59세까지의 청장년층을 겨냥한 제5채널이자 스포츠 전문 채널인 tvN SPORTS로 전환되었다.
한편, tvN은 2021년부터 2024년까지 아시아 축구 연맹(AFC)과 중계권 계약을 체결함으로써 공식 주관 방송사로 지정되었으며, 이로써 스포츠 콘텐츠 분야로의 본격적인 확장을 이루었다. 앞서 2013년에는 스포츠 시범 중계를 진행한 바 있다.

## 슬로건
- 2006년 ~ 2007냔 : 종합오락채널
- 2007년 ~ 2008년 : 색다른 TV
- 2008년 ~ 2009년 : 놀라운 즐거움
- 2009년 ~ 2011년 : What is your Ntertainment?
- 2011년 ~ 2012년 : TV를 바꾸는 TV
- 2012년 ~ 2013년 : Asia No.1
- 2013년 ~ 2015년 : No.1 Trend Leader
- 2014년 : 8th Anniversary of tvN
- 2014년 ~ 2017년 : Contents Trend Leader tvN
- 2015년 ~ 2017년 : 즐거움의 시작!
- 2017년 ~ 2021년 : 즐거움엔 끝이 없다!
- 2021년 ~ 현재 : No.1 K콘텐츠 채널, 즐거움엔 tvN

## 로고
tvN 로고의 변천사는 다음과 같다.

2006년 10월 9일 ~ 2008년 2월 (1세대)
2008년 3월 ~ 2012년 4월 (2세대)
2012년 5월 ~ 2021년 8월 (3세대)
2021년 9월 ~ (4세대)

## 프로그램

### 방영 프로그램
- 월화 드라마 《첫, 사랑을 위하여 (자막)》
- 토일 드라마 《서초동 (자막)》
- 놀라운 토요일
- 유 퀴즈 온 더 블럭
- 프리한 19
- 프리한 닥터 M
- 벌거벗은 세계사
- 문과VS이과, 놀라운 증명
- 식스센스
- 에드워드 리의 컨츄리쿡
- 웰컴 후 불로촌
- 70억의 선택
- 무쇠소녀단2
- 뿅뿅 지구오락실 3
- 대탈출

### 종영 프로그램
- 시트콤
- 일일 드라마
- 주간 드라마
- 수목 드라마
- 금토 드라마
- O'PENing
- 대탈출
- 댄스가수 유랑단
- 우도주막
- 스킵
- 현장토크쇼 택시
- 홍진경의 영화로운 덕후 생활
- 애들생각
- 뿅뿅 지구오락실
- 뿅뿅 지구오락실 2
- 엄마는 아이돌
- 바퀴 달린 집
- 백패커
- 어쩌다 사장
- 신서유기
- 짠내투어
- 퍼펙트 싱어
- 슈퍼디바 2012
- 온앤오프
- 강용석의 고소한 19
- 화성인 바이러스
- 화성인 X 파일
- 강식당
- 윤식당
- 서진이네
- 삼시세끼
- 장사천재 백사장
- 장사천재 백사장2
- 줄 서는 식당
- 아주 사적인 동남아
- 텐트 밖은 유럽
- 바퀴 달린 집
- 바퀴 달린 집 2
- 어쩌다 사장
- 어쩌다 사장 2
- 어쩌다 사장 3
- 알쓸범잡
- 알쓸별잡
- 코미디빅리그
- 콩 심은 데 콩 나고 팥 심은 데 팥 난다
- 콩 심은 데 콩 나고 밥 먹으면 밥심 난다
- 무쇠 소녀단
- 달려라 불꽃소녀
- 언니네 산지직송
- 핀란드 셋방살이
- 천 개의 눈

## 역대 공동대표
- 윤석암 - 대표이사
- 송창의 - 前 MBC PD

## 기타
- 모든 프로그램은 제공 자막 별도로 쓰이는 광고를 내보낸다.
- 중간 광고 전에 하단 오른쪽에 60초 후에 계속됩니다.라고 표시한다.
- 본방송은 화면 상단 왼쪽에 드라마는 본 X화로 나오고, 예능 프로그램은 본방송으로 표시한다.

## 주요 사업 내역
- 방송 사업
- 컨텐츠 제공 사업
- 세일즈 프로모션

## 주요 사건
- tvN 조연출 자살 사건

## 논란
- 2006년 11월 16일 개국 당시 시청률을 높이기 위해 자사채널 중 KMTV(현 GMTV)의 케이블 송출을 중단한 채 KM이 송출되던 대역으로 tvN을 방송하여 KMTV 시청자들의 항의를 받았다[1][2]. 이후 CJ측은 2007년 4월에 매직TV를 인수 후 폐국시키고 구 매직TV 대역으로 KMTV의 케이블 송출을 재개하였다.
- CJ가 tvN의 위성 방송(스카이라이프) 송출을 일방적으로 중단하는 사례가 여러차례 있었다[3]. CJ측은 위성방송 송출에 따른 판권료 상승 등의 이유를 내걸었지만 사실상 케이블 온리 (cable only) 정책 때문이었다는 평이 지배적이었다. 결국 방송통신위원회(현 과학기술정보통신부 소속)의 중재로 방송이 재개되었지만[4], 2011년 3월부터 기존의 CJ미디어가 CJ E&M으로 변경된 이후에, KT의 올레TV 라이브를 비롯한, SK브로드밴드의 Btv 등 일부 통신 3사 IPTV 사업자와 협의 후, HD 채널로 송출을 개시하였다.[5]

## 기타
- 2020년 10월 9일에 한글날을 기념하여 tvN을 티비엔으로 표기하였으나, 2021년 이후에는 한글날을 맞아, 별도 쓰이는 영문 그대로 유지되어 있다.